# 金璧熒
金璧熒（？—？），四川人，清朝官員。吏員出身。

## 生平
金璧熒於1763年（乾隆28年）接替高遐齡，於台灣台北地區兩度擔任八里坌巡檢一職，是大台北地區的地方父母官。